# Shangri-La Hotels and Resorts
Shangri-La Hotels and Resort est une chaîne d'hôtels de luxe basée à Hong Kong  créée en 1971 par Robert Kuok.
Aujourd'hui, la chaine compte 70 hôtels 5 étoiles en Asie, Océanie, Amérique du Nord et Moyen-Orient représentant plus de 30 000 chambres. C'est la plus importante chaîne hôtelière de luxe d'Asie[réf. nécessaire]. Des hôtels sont en développement en Inde, au Royaume-Uni et à Paris, qui est la première implantation européenne pour cette chaîne, pour un coût d'environ 300 millions d'euros.
La chaîne est aujourd'hui gérée par Ian Kuok, le fils ainé de Robert Kuok, qui a pour objectif d'implanter la société partout dans le monde avec un objectif de 100 hôtels en 2013 dont une présence à Vienne, à Londres, à Moscou, en Mongolie, au Qatar, à Mascate et aux Seychelles.

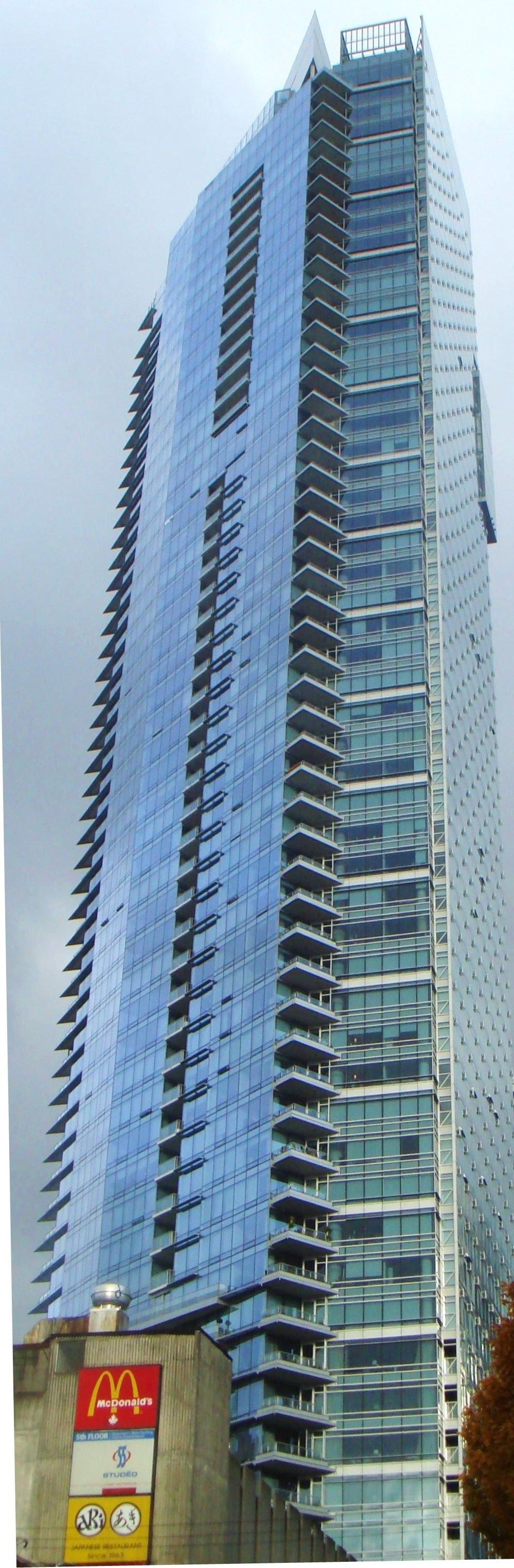
Le Living Shangri-La à Vancouver.

## Quelques hôtels importants
- Shangri-La Hotel Shenzhen, Shenzhen, Chine, 1990
- Shangri-La Hotel (Hong Kong), Hong Kong, Chine, 1991
- Shangri-la Hotel Sydney, Sydney, Australie, 1992
- Shangri-la Hotel Dalian, Dalian, Chine, 1997
- Pudong Shangri-La Hotel, Shanghai, Chine, 1998
- Shangri-la Hotel Fuzhou, Fuzhou, Chine, 2004
- Shangri-la Hotel Suzhou, Suzhou, Chine, 2005
- Shangri-La Hotel Chengdu, Chengdu, Chine, 2007
- Living Shangri-La, Vancouver, Canada, 2008
- Shangri-La Hotel Paris, Paris, ouvert fin 2010 dans l'ancien hôtel particulier du prince Roland Bonaparte. En 2014, il reçoit la distinction "Palace"[3].
- Shangri-La Hotel Kerry Shenyang, Shenyang, Chine, 2013
- Shangri-La Hotel Nanchang, Nanchang, Chine, 2014
- Shangri-La Hotel Colombo, Colombo, Sri Lanka, 2017[N 1]